# Hero's Come Back!!
「Hero's Come Back!!」（ヒーローズ・カム・バック）は、nobodyknows+の楽曲。同グループ8枚目のシングルとして2007年4月25日にSony Music Entertainmentから発売された。前作より1年6か月ぶりのシングル。初回盤にはDVDが付いている。

## 収録曲

### DISC 1
1. Hero's Come Back!!
テレビ東京系アニメ『NARUTO -ナルト- 疾風伝』初代オープニングテーマ[1]
2. Ca Latte
3. Oh Happy Days
4. Hero's Come Back!! -instrumental-

### DISC 2
初回盤のみ
1. 「Hero's Come Back!!」video clip
2. 「Hero's Come Back!!」video clip メイキング

## カバー
Hero's Come Back!!
- FLOW - 2023年8月30日発売のカバーアルバム『FLOW THE COVER 〜NARUTO縛り〜』に収録。